# Ли Сон Гюн
Ли Сон Гюн (кор. 이선균; 2 марта 1975, Сеул — 27 декабря 2023, Сеул) — южнокорейский актёр, обладатель премии Гильдии киноактёров США за исполнение роли мистера Пака в фильме Пон Чжун Хо «Паразиты» 2019 года, удостоенном премии «Оскар» за лучший фильм.

## Биография
Ли Сон Гюн родился в Сеуле 2 марта 1975 года. В 1994 году поступил в Корейский национальный университет искусств, где окончил первый в истории школы класс драмы.

## 2001—2012: Начало карьеры
В 2001 году дебютировал на сцене в мюзикле «Шоу ужасов Рокки», позже Ли играл в ситкоме «Влюблённые».
В начале кинокарьеры, Ли играл небольшие роли второго плана. Известность Ли получил после участия в медицинской драме 2007 года «Белая башня» и в романтическом сериале «Кофейный принц», которые были хорошо оценены критиками.
В 2007 году Ли был назначен послом Агентства по медицинскому страхованию. В 2008 году получил награду от Корейской ассоциации рекламодателей.
Несмотря на свою растущую известность, чтобы оттачивать своё актёрское мастерство, Ли работал и в малобюджетных артхаусных фильмах, таких как: «Ночь и день», «Затерянный в горах», «Ничейная дочь Хэвон», «Наша Сунхи», снятые режиссёром Хон Сан Су, который известен своим реалистичным подходом съёмок настоящей жизни людей.
За участие в фильме «Пхаджу» Ли получил награду за лучшую мужскую роль в международном кинофестивале в Лас-Пальмас-де-Гран-Канария, проходившем в Испании. Кинопрокатчик Myung Film процитировал судейский комитет, который поставил Ли высокие баллы за изображение страданий, которые испытывал его персонаж из-за любви к младшей сестре своей жены.
В сериале «Паста» (2009 г.) Ли успешно избавился от своего «нежного» образа, сыграв блестящего, но грубого шеф-повара. Популярность сериала сделала его перспективным, привлекательным и романтичным героем.
В 2010 году Ли поддержал возрождение сериала-антологии Drama Special (ранее Drama City с 1984—2008), сыграв главную роль в серии «Наши слегка рискованные отношения» (позже его актёрская игра была отмечена на KBS Drama Awards). Он постоянно отстаивал важность формата короткометражной драмы как тренировочной площадки для молодых талантов.

## 2012—2017: Растущий успех
В 2012 году Ли снялся в двух корейских фильмах, которые вышли в прокат на большом экране — в мистическом триллере «Беспомощный» и в романтической комедии «Всё о моей жене».
В 2013 году работая второй раз с режиссёром «Пасты» Квон Сок Чжаном, Ли сыграл врача-травматолога в сериале «Золотое время». Так же третьей совместной работой с Квоном стала драма «Мисс Корея», действие которой разворачивалось в разгар кризиса МВФ в 1990-х годах.
В том же году Ли вернулся в театр и вместе супругой Чон Хе Чжин сыграли в пьесе Майка Бартлетта «Любовь, любовь, любовь».
В 2014 году Ли сыграл главную роль в фильме «Трудный день», который был показан на двухнедельной секции режиссёров Каннского кинофестиваля 2014 года. Фильм получил множество признаний критиков.
В 2015 году Ли снялся в драматическом фильме «Адвокат: пропавшее тело».

## 2018—2023: Возвращение на телевидение
В 2018 году Ли снялся в получившем признание критиков телесериале «Мой мистер». В том же году он снялся в боевике «Примите точку зрения».
В 2019 году Ли снялся в юридическом телесериале «Гражданская война прокурора».
В 2019 году сыграл главную роль в фильме «Паразиты», режиссёра Пон Чжун Хо, который стал первым южнокорейским фильмом, получившим Золотую пальмовую ветвь, а также первым корейским фильмом, номинированным на премию «Оскар» за лучшую картину. Ли в этом фильме играл Пак Дон Ика (박동익), отца семьи Пак.
В 2021 году Ли сыграл в мини-сериале «Доктор Брейн» ученого-нейрохирурга, пытающегося разгадать загадочную смерть своей семьи, исследуя мозг покойного. «Доктор Брейн» — первое шоу на корейском языке, созданное для Apple TV+. За роль в сериале Ли Сон Гюн был номинирован на премию «Лучшая мужская роль» на 50-й международной премии «Эмми». В том же году Ли появился в политической драме «Создатель королей» в роли политического стратега.
В 2023 году Ли снялся вместе с Ли Ха Ни (Хани Ли) в комедии Ли Вон Сока «Убийственный роман». Хотя фильм получил прохладную мировую реакцию после выхода в прокат, все равно стал культовым в Корее. В июле 2023 года фильм дебютировал в Северной Америке на 22-м Нью-Йоркском азиатском кинофестивале.

## Личная жизнь
В 2009 году Ли женился на актрисе Чон Хе Чжин, с которой встречался семь лет. У пары родились два сына в 2009 и 2011 году.

## Обвинения в употреблении наркотиков
В октябре 2023 года стало известно, что Ли был привлечён к внутреннему расследованию по подозрению в употреблении наркотиков. В результате он добровольно отказался от участия в предстоящем драматическом сериале «No Way Out», производство которого началось всего за несколько дней до раскрытия его предполагаемого употребления наркотиков.
24 октября столичным полицейским управлением Инчхона ему было предъявлено обвинение по подозрению в употреблении каннабиса и психоактивных препаратов.
28 октября был вызван на допрос, в период расследования ему был запрещён выезд из страны. Первоначальные результаты анализа образцов волос Ли показали, что у Ли отрицательный результат на наркотики. Дальнейшее расследование ожидалось в ноябре 2023 года. Сначала Ли через своего адвоката обратился в полицию с просьбой провести дополнительный тест на детекторе лжи. Затем подал жалобу о несправедливом обвинении в употреблении наркотиков, которое основано на заявлении без вещественных доказательств.

## Смерть
27 декабря 2023 года, в 10:30 утра, Ли был найден мёртвым в своей машине на придорожной стоянке неподалёку от парка Варенг (корейский: 와룡공원) в центре Сеула. На пассажирском сиденье лежал брикет древесного угля. Такой способ самоубийства угарным газом часто используется в Корее. Ранее полиция получила сообщение от его жены о том, что Ли ушёл из дома после того, как «написал записку, похожую на предсмертную». Прощание с Ли состоялось в похоронном зале больницы Сеульского национального университета, а похороны состоялись 29-го числа в Енхваджане, Сувон. Знаменитости, такие как Соль Кен Гу, Ю Чжэ Мен, Чо Чжон Сок, Чо Чжин Ун, Ха Чжон у, Ли Сон Мин, Ли Чжон Чжэ, Чжон У Сон, Рю Чжун Ель, Чон До Ен, Им Сиван, Ким Нам Гиль, Ю Ен Сок и Чан Сон Гю присутствовали на прощании.

## Роли в кино
| Год       | Фильм                            | Роль                      |
| --------- | -------------------------------- | ------------------------- |
| 2003      | Шоу шоу шоу                      | Sang-cheol                |
| 2004      | Точка R                          | сержант Пак               |
| 2005      | Яблоко                           | Min-seok                  |
| 2005      | Одержимые любовью                | Kim Tae-hyeon             |
| 2006      | Клиент всегда прав               | Lee Jang-gil              |
| 2006      | Жестокие деньги                  | Min-ho                    |
| 2007      | Наш город                        | Jae-shin                  |
| 2007      | Первое кафе «Принц»              | Choi Han-seong            |
| 2007      | Белая башня                      | Choi Do-yeong             |
| 2008      | Ночь и день                      | Yoon Gyeong-soo           |
| 2008      | Романтический остров             | Jae-hyeok                 |
| 2008      | Мой любимый Сеул                 | Kim Yeong-soo             |
| 2009      | Потерянные в горах               | Myeong-woo                |
| 2009      | Тройной прыжок                   | Jo Hae-yoon               |
| 2009      | Пхаджу                           | Kim Joong-shik            |
| 2010      | Фильм Ок-хи                      | Nam Jin-goo               |
| 2010      | Любовь по комиксам               | Jeong-bae                 |
| 2010      | Паста (сериал)                   | Choi Hyeon-wook           |
| 2010      | Наши странные отношения          | Ki Dong-chan              |
| 2011      | Офицер года                      | Jeong Ee-chan             |
| 2012      | Всё о моей жене                  | Lee Doo-hyeon             |
| 2012      | Беспомощность                    | Jang Moon-ho              |
| 2013      | Золотое время (сериал)           | Lee Min-woo               |
| 2013      | Ничья дочь Хэ-вон                | Seong-joon                |
| 2013      | Наша Сон-хи                      | Moon-soo                  |
| 2014      | Мисс Корея (сериал)              | Kim Hyeong-joon           |
| 2014      | Трудный день                     | Ko Geon-soo               |
| 2015      | Адвокат: Пропавшее тело          | Byeon Ho-seong            |
| 2016      | Воплощение ревности              | Man on Na-ri’s blind date |
| 2016      | На этой неделе у моей жены роман | Do Hyeon-woo              |
| 2017      | Королевская книга расследований  | Король Еджонг             |
| 2017      | Особенная                        | Lim Sang-hoon             |
| 2018      | Частная военная компания         | Yoon Ji-ee                |
| 2018      | Прощай, одинокая жизнь           | Пьюнг-гу                  |
| 2018      | Мой мистер                       | Park Dong-hoon            |
| 2019-2020 | Прокурорские войны               | Lee Seon-woong            |
| 2019      | Паразиты                         | Park Dong-ik              |
| 2019      | Плохой коп                       | Jo Pil-ho                 |
| 2020      | Спасти панду (озвучка)           | Black goat                |
| 2021      | Доктор Брейн                     | Ko Se-won                 |
| 2022      | Серый кардинал                   | Seo Chang-dae             |
| 2023      | Законные деньги (сериал)         | Eun Yong                  |
| 2023      | Проект «Тишина»                  | Cha Jeong-won             |
| 2023      | Мистер и Миссис Икс              | Jonathan Na               |
| 2023      | Спи                              | Hyeon-soo                 |
| 2023      | Страна счастья                   | Park Tae-joo              |